# Jos Vermunt
Jos Vermunt is een Nederlands dirigent.
Vermunt studeerde koordirectie aan het Utrechts Conservatorium bij Reinier Wakelkamp en orkestdirectie aan het Koninklijk Conservatorium in Den Haag bij Lucas Vis. Hij leidt de Residentie Bach Ensembles (Residentie Kamerkoor, Residentie Bachkoor en Residentie Bachorkest) en het Toonkunstkoor Utrecht. Hij is als hoofddocent koordirectie verbonden aan het Conservatorium van Amsterdam en het Koninklijk Conservatorium in Den Haag.
In 2006 voerde Jos Vermunt met het Residentie Bachkoor, het Haags Matrozenkoor en het Residentie Bachorkest de première van Jan Rots Nederlandse hertaling van de Mattheuspassie uit. Hiervan werd een cd uitgebracht bij het label Deutsche Grammophon. Vermunt dirigeerde ook verschillende malen bij koninklijke plechtigheden, waaronder de uitvaartdiensten van prins Claus, koningin Juliana, prins Bernhard en de besloten dienst in de Stulpkerk in Lage Vuursche van prins Friso en de doopdiensten van prinses Alexia en prinses Ariane.
Vanwege zijn bijzondere inspanningen ten behoeve van de vorstelijke plechtigheden verleende koningin Beatrix hem de Eremedaille voor Kunst en Wetenschap die verbonden is aan de Huisorde van Oranje.
Hiernaast treedt Vermunt bij het Residentie Orkest en het Brabants Orkest op als gastdirigent.

## Discografie

### Albums
| Album met eventuele hitnotering(en) in de Nederlandse Album Top 100 | Datum van verschijnen | Datum van binnenkomst | Hoogste positie | Aantal weken | Opmerkingen               |
| ------------------------------------------------------------------- | --------------------- | --------------------- | --------------- | ------------ | ------------------------- |
| Bach: Mattheuspassie                                                |                       | 25-03-2006            | 1(1wk)          | 12           | met het Residentie Orkest |